# Francisco Cruz Saubidet Birkner
Francisco Cruz Saubidet Birkner (* 5. Oktober 1998 in Buenos Aires) ist ein argentinischer Windsurfer.

## Karriere
Francisco Cruz Saubidet Birkner feierte seinen ersten größeren Erfolg 2013 bei den Südamerikanischen Jugendspielen in Lima mit dem Gewinn der Goldmedaille im Windsurfen. Diese Leistung konnte er 2014 bei den Olympischen Jugendspielen in Nanjing bestätigen, wo er ebenfalls die Goldmedaille gewann.
2021 nahm Saubidet Birkner erstmals an Olympischen Spielen teil. Bei den Wettkämpfen in Tokio belegte er den 21. Platz. 2022 gewann er die Goldmedaille im Windsurfen bei den Südamerikaspielen in Asunción. Bei den Olympischen Spielen 2024 in Paris beendete er die Regatta auf dem 21. Platz.

## Privates
Francisco Cruz Saubidet Birkner entstammt einer sportbegeisterten Familie. Sein Bruder Bautista Saubidet Birkner ist ebenfalls Windsurfer. 
Seine Mutter Magdalena Birkner sowie seine Tante Carolina und seine Onkel Jorge Raúl Birkner Cogan und Ignacio Birkner waren als Skirennläufer aktiv, ebenso wie seine Cousins Tomás Birkner de Miguel, Cristian Javier Simari Birkner, María Belén Simari Birkner, Macarena Simari Birkner und Angélica Simari Birkner.